# Брекало, Йосип
Йо́сип Бре́кало (хорв. Josip Brekalo; род. 23 июня 1998, Загреб) — хорватский футболист, нападающий клуба «Фиорентина» и сборной Хорватии. Выступает на правах аренды за сплитский «Хайдук».

## Клубная карьера
Брекало — воспитанник клуба «Динамо» из своего родного города. После удачного выступления за юношеские команды он был включён в заявку дубля. 14 августа в матче против «Хрватски Драговоляц» Йосип дебютировал во Второй лиге Хорватии. В декабре в поединке против «Интера» из Запрешича Брекало дебютировал в чемпионате Хорватии, заменив во втором тайме Паулу Машаду.
15 мая 2016 года перешёл в Йосип немецкий «Вольфсбург». 10 сентября в матче против «Кёльна» он дебютировал в Бундеслиге.
В начале 2017 года для получения игровой практики Брекало на правах аренды перешёл в «Штутгарт». 6 февраля в матче против дюссельдорфской «Фортуны» он дебютировал во Второй Бундеслиге. 17 февраля в поединке против «Хайденхайма» Йосип забил свой первый гол за «Штутгарт». По итогам сезона он помог клубу выйти в элиту. В матче против «Герты» Брекало дебютировал за команду на высшем уровне. В начале 2018 года он вернулся в «Вольфсбург». 23 февраля 2018 года в поединке против «Майнц 05» Йосип забил свой первый гол за «волков».

## Международная карьера
В 2015 году в составе юношеской сборной Хорватии Брекало принял участие в юношеском чемпионате Европы в Болгарии. На турнире он сыграл в матчах против команд Болгарии, Австрии, Испании, Бельгии и Италии.
В том же году Йосип принял участие в юношеском чемпионате мира в Чили. На турнире он сыграл в матчах против сборных Чили, США, Нигерии, Германии и Мали. В поединке против нигерийцев Брекало забил гол.
В 2016 году в составе юношеской сборной Хорватии Брекало принял участие в юношеском чемпионате Европы в Германии. На турнире он сыграл в матчах против команд Нидерландов, Франции и Англии.
15 ноября 2018 года в матче Лиги Наций против сборной Испании Брекало дебютировал за сборную Хорватии.
В 2019 году в составе молодёжной сборной Хорватии Брекало принял участие в молодёжном чемпионате Европы в Италии. На турнире он сыграл в матчах против команд Англии, Франции и Румынии. В поединке против англичан Йосип сделал «дубль».

## Статистика

### Клубная
| Клуб               | Сезон      | Лига                      | Лига  | Лига | Кубок | Кубок | Европа | Европа | Итог  | Итог |
| Клуб               | Сезон      | Дивизион                  | Матчи | Голы | Матчи | Голы  | Матчи  | Голы   | Матчи | Голы |
| ------------------ | ---------- | ------------------------- | ----- | ---- | ----- | ----- | ------ | ------ | ----- | ---- |
| Динамо (Загреб) II | 2015/16    | Вторая лига Хорватии      | 9     | 0    | —     | —     | —      | —      | 9     | 0    |
| Динамо (Загреб)    | 2015/16    | Первая лига Хорватии      | 8     | 0    | 3     | 1     | —      | —      | 11    | 1    |
| Вольфсбург II      | 2016/17    | Региональная лига «Север» | 2     | 0    | —     | —     | —      | —      | 2     | 0    |
| Вольфсбург         | 2016/17    | Бундеслига                | 4     | 0    | 0     | 0     | —      | —      | 4     | 0    |
| Вольфсбург         | 2017/18    | Бундеслига                | 15    | 4    | 0     | 0     | —      | —      | 15    | 4    |
| Вольфсбург         | 2018/19    | Бундеслига                | 25    | 3    | 2     | 0     | —      | —      | 27    | 3    |
| Вольфсбург         | 2019/20    | Бундеслига                | 30    | 3    | 2     | 1     | 8      | 3      | 40    | 7    |
| Вольфсбург         | 2020/21    | Бундеслига                | 29    | 7    | 2     | 0     | 2      | 0      | 33    | 7    |
| Вольфсбург         | 2021/22    | Бундеслига                | 1     | 0    | 1     | 1     | 0      | 0      | 2     | 1    |
| Вольфсбург         | Итог       | Итог                      | 104   | 17   | 7     | 2     | 10     | 3      | 121   | 22   |
| Штутгарт (аренда)  | 2016/17    | Вторая Бундеслига         | 11    | 1    | 0     | 0     | —      | —      | 11    | 1    |
| Штутгарт (аренда)  | 2017/18    | Бундеслига                | 14    | 1    | 3     | 1     | —      | —      | 17    | 2    |
| Штутгарт (аренда)  | Итог       | Итог                      | 25    | 2    | 3     | 1     | —      | —      | 28    | 3    |
| Торино (аренда)    | 2021/22    | Серия A                   | 15    | 5    | 1     | 0     | —      | —      | 16    | 5    |
| Общий итог         | Общий итог | Общий итог                | 163   | 24   | 14    | 4     | 10     | 3      | 187   | 31   |

1. ↑  Включая Кубок Хорватии, Кубок Германии и Кубок Италии
2. 1 2  Матчи в Лиге Европы

### Голы за сборную
| № | Дата            | Место                              | Матч | Соперник  | Счёт | Результат | Турнир                  |
| - | --------------- | ---------------------------------- | ---- | --------- | ---- | --------- | ----------------------- |
| 1 | 8 сентября 2020 | Стад де Франс, Сен-Дени, Франция   | 13   | Франция   | 2-2  | 2-4       | ЛН 2020/21              |
| 2 | 7 октября 2020  | Кибунпарк, Санкт-Галлен, Швейцария | 14   | Швейцария | 1-1  | 2-1       | Товарищеский матч       |
| 3 | 11 ноября 2020  | Водафон Парк, Стамбул, Турция      | 17   | Турция    | 3-2  | 3-3       | Товарищеский матч       |
| 4 | 30 марта 2021   | Руевица, Риека, Ховратия           | 22   | Мальта    | 3-0  | 3-0       | Квалификация на ЧМ 2022 |